# Þorramatur

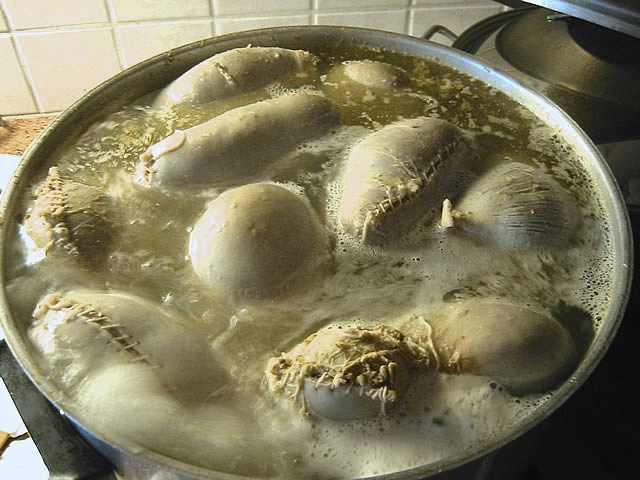
Lifrarpylsa: salchicha de hígado, cociéndose en una olla.

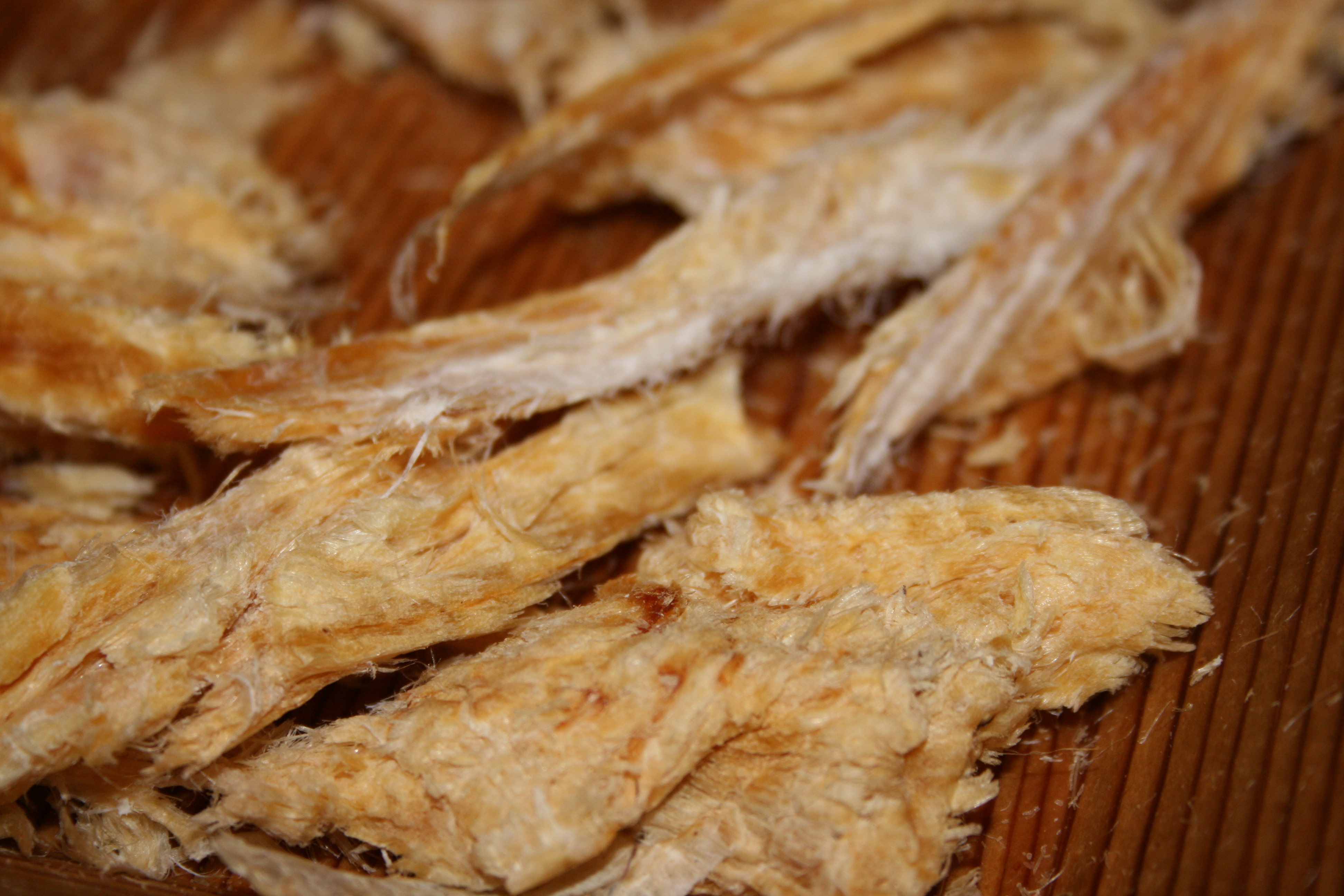
Harðfiskur: pescado secado al viento.

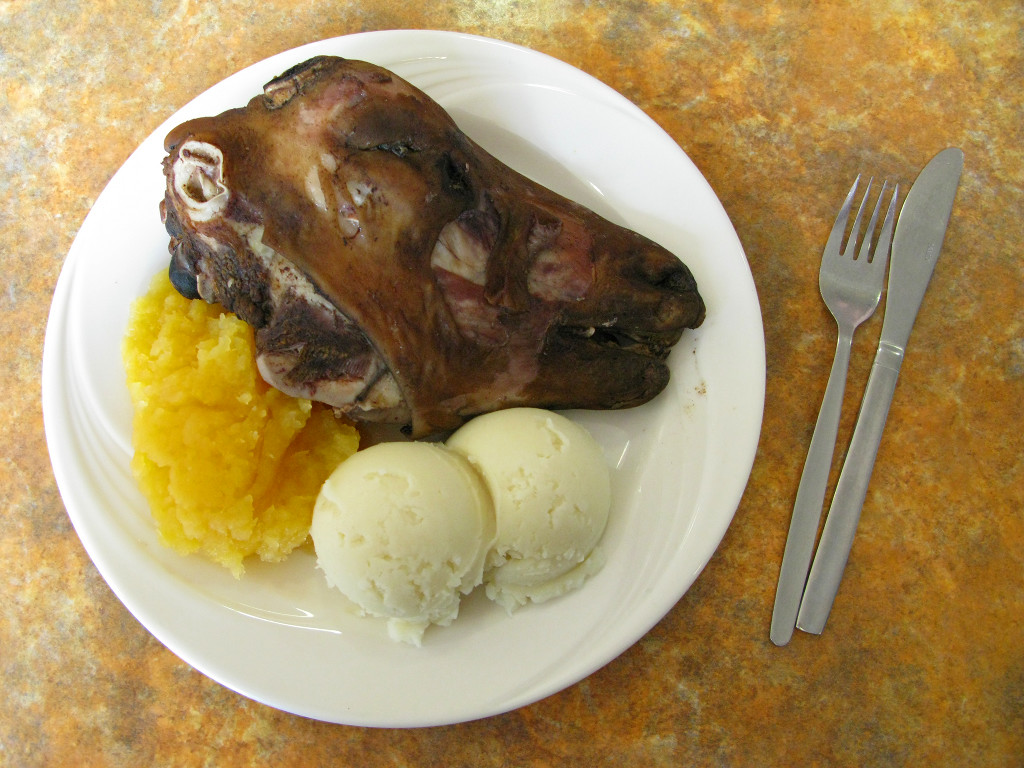
Svið: cabeza de oveja hervida, servida con puré de patatas y nabos.

Þorramatur (pronunciado:thorramatur, comida de Þorri) es una selección de comida tradicional de Islandia, que se compone principalmente de productos cárnicos y pescado curados según prácticas tradicionales, que son cortados en rebanadas o trocitos y son servidos acompañados de rúgbrauð (pan de centeno, denso y oscuro), manteca y brennivín (la versión islandesa del akvavit). 
El Þorramatur es consumido durante el mes nórdico denominado Þorri (Thorri), que corresponde a enero y febrero, particularmente en la fiesta denominada Þorrablót (thorrablot) que marca el punto medio del invierno como un tributo a la cultura antigua. Por lo tanto el Þorramatur se asocia con los tradicionales festivales de Þorrablót, el Þorramatur es por lo general servido como un buffet.